# ایندیپندنس (مینه‌سوتا)
ایندیپندنس، مینه‌سوتا (به انگلیسی: Independence, Minnesota) یک شهر در ایالات متحده آمریکا است که در شهرستان هنپین، مینه‌سوتا واقع شده‌است.

## خصوصیات
ایندیپندنس ۸۹٫۵۱ کیلومترمربع مساحت و ۳٬۵۰۴ نفر جمعیت دارد و ۲۹۸ متر بالاتر از سطح دریا واقع شده‌است.